# Eilenstedt
Eilenstedt ist ein Ortsteil der gleichnamigen Ortschaft der Einheitsgemeinde Huy im Landkreis Harz in Sachsen-Anhalt, Deutschland.

## Geografie
Der Ort liegt im Harzvorland nördlich von Halberstadt und 50 km westlich von Magdeburg.
Die Ortschaft Eilenstedt bildet sich durch die Ortsteile Eilenstedt und Haus-Nienburg.

## Geschichte
Eilenstedt wurde erstmals im Jahre 1084 urkundlich als Eylenstidde erwähnt, als Bischof Burchard II. von Halberstadt dem Kloster Huysburg eine Schenkung seines Vorgängers Burchard I. über 20 Hufen bestätigt. Der Ort muss aber sehr viel älter sein; wahrscheinlich 8./9. Jahrhundert. Der Kirchturm wurde schon 825 bis 840 unter Hildegrim, dem ersten Bischof von Halberstadt errichtet. Er diente ursprünglich als Wehr- und Wachturm. Das Kirchenschiff kam erst viele Jahre später dazu. 1183 wurde die Kirche, unter Patronat des Klosters Huysburg, dem heiligen Nikolaus geweiht.
Das Kloster war mit mehreren Gütern in Eilenstedt Hauptgrundbesitzer und erhielt auch den Weinzehnt. Die Ministerialen- und Ritterfamilie von Eilenstedt ist häufig Zeuge in Urkunden des Klosters, wie 1185 Conrad von Eylenstede, Kanoniker zu St. Paul in Halberstadt, oder die Ministeriale Bischof Gardolfs Heinrich und Ludolph von Eylenstede 1197 in einem Vergleich über den Besitz der Vogtei des Klosters. 1222 schenkt Reynerus von Eilenstede und Ehefrau Irmengard zur Geburt ihres Erben dem Kloster eine Hufe im Dorf. Später war auch die Adelsfamilie von Berwinkel in Eilenstedt begütert. Burchard von Berwinkel besaß ab 1311 ein bischöfliches Lehen. Der sogenannte Kemnadenhof wurde 1417 von Bischof Johann an das Kloster verkauft. Im Jahre 1610 wütete die Pest im Ort, es starben 82 Einwohner, davon alleine sieben Personen in einem Haus. Im 17. Jahrhundert waren die Herren von Kropf Hauptgrundbesitzer des Ortes. Eine Garnison des Dragoner-Regiments 7 der Brandenburg-Preußischen Armee lag 1714 in Eilenstedt.
1818 gab es in Eilenstedt ein Vorwerk, drei adelige Güter, 160 Wohnhäuser, 1040 Einwohner, eine evangelisch-lutherische Kirche mit Schule, zwei Krüge und zwei Windmühlen. 1899 hatte der Ort 2119 Einwohner. Am 17. Oktober 1928 wurde der Hauptteil des Gutsbezirks Haus Nienburg mit der Landgemeinde Eilenstedt vereinigt.
Am 1. April 2002 bildete die Gemeinde Eilenstedt zusammen mit den anderen zehn Gemeinden der aufgelösten Verwaltungsgemeinschaft Huy die neue Gemeinde Huy.

## Politik

### Ortschaftsrat
Als Ortschaft der Einheitsgemeinde Huy übernimmt ein so genannter Ortschaftsrat die Wahrnehmung der speziellen Interessen des Ortes innerhalb bzw. gegenüber den Gemeindegremien. Er wird aus sieben Mitgliedern gebildet.

### Bürgermeister
Als weiteres ortsgebundenes Organ fungiert der Ortsbürgermeister, dieses Amt wird zur Zeit von Michael Richter wahrgenommen.

### Wappen
| | Blasonierung: „In Silber eine eingebogene blaue Spitze, darin eine silberne Turmruine, die Spitze begleitet von zwei schwarzen silberkonturierten und goldenbewehrten Eulen auf silbernen Ästen sitzend.“ |
| Wappenbegründung: Die Farben des Ortes sind Blau - Weiß (Silber). Das Wappen wurde auf der Grundlage eines jahrzehntelang gebräuchlichen bisher nicht bestätigten Bildsiegels gestaltet. Es handelt sich um ein redendes Wappen, Eilenstedt = Stätte der Eulen (Eilen). Diese Stätte wird symbolisiert durch einen teilruinierten Turm, der „Paulskopfwarte“, der sich in Dorfnähe auf dem Höhenzug des Huy befindet. Das Wappen wurde von der Heraldikerin Erika Fiedler aus Magdeburg gestaltet und am 15. Juni 1995 durch das Regierungspräsidium Magdeburg genehmigt. | |

## Religion

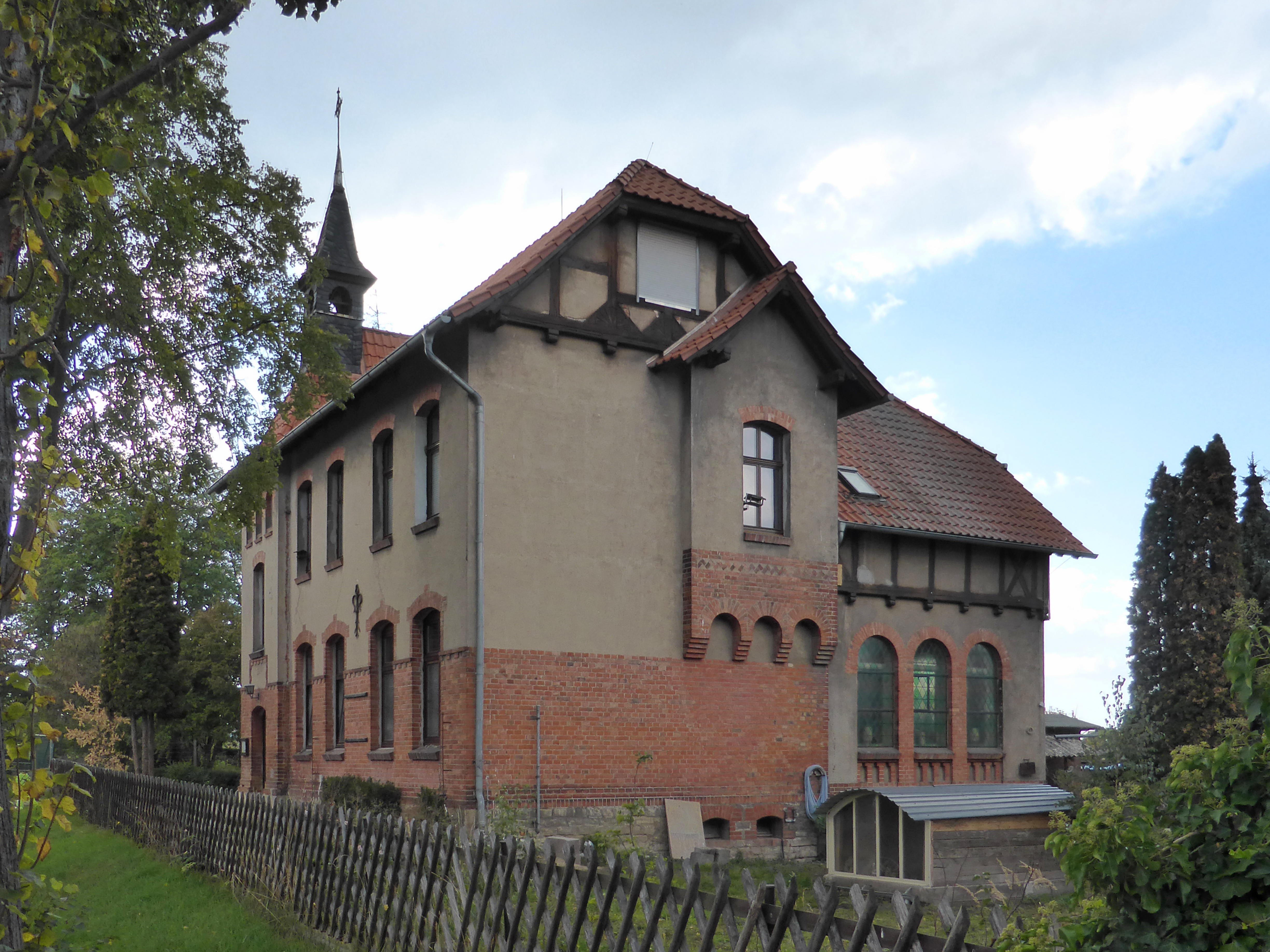
Ehemaliges katholisches Missionshaus mit Kapelle

Die evangelische St.-Nicolai-Kirche befindet sich am südlichen Ortsrand, an der Straße Kathanenberg. Die Baugeschichte des Gotteshauses reicht bis ins 12. Jahrhundert zurück. Ihre Kirchengemeinde gehört zum Kirchspiel Schwanebeck im Kirchenkreis Halberstadt der Evangelischen Kirche in Mitteldeutschland.
Im seit der Reformation protestantisch geprägten Eilenstedt wurde 1896 eine katholische Schule eingerichtet. Katholiken in Eilenstedt gehörten damals zur Pfarrei Huysburg. Um 1903 erfolgte in Eilenstedt der Bau eines Missionshauses, das neben der einklassigen katholischen Schule auch über eine katholische Kapelle verfügte, die nach dem Heiligsten Herzen Jesu benannt war. Auch ein Friedhof gehörte zu den katholischen Einrichtungen in Eilenstedt. 1924 wurde die Kirchengemeinde Schwanebeck gegründet, zu der das Missionshaus in Eilenstedt von da an gehörte. 1940 lösten die nationalsozialistischen Machthaber die katholische Schule auf. 2009 wurde aus den Pfarreien St. Peter und Paul in Badersleben, St. Maria Aufnahme in den Himmel auf der Huysburg und Zum Allerheiligsten Altarssakrament in Schwanebeck die heutige Pfarrei St. Benedikt gebildet. Bis November 2015 wurde die Herz-Jesu-Kapelle noch für Gottesdienste genutzt, zuletzt fanden dort die Vorabendmessen der Pfarrei Huysburg statt. 2016 erfolgte die Profanierung der Kapelle, und 2017 wurde das Gebäude an privat verkauft. Das auf dem Grundstück Breite Straße 47 stehende Bauwerk steht heute als Baudenkmal unter Denkmalschutz.

## Kultur und Sehenswürdigkeiten

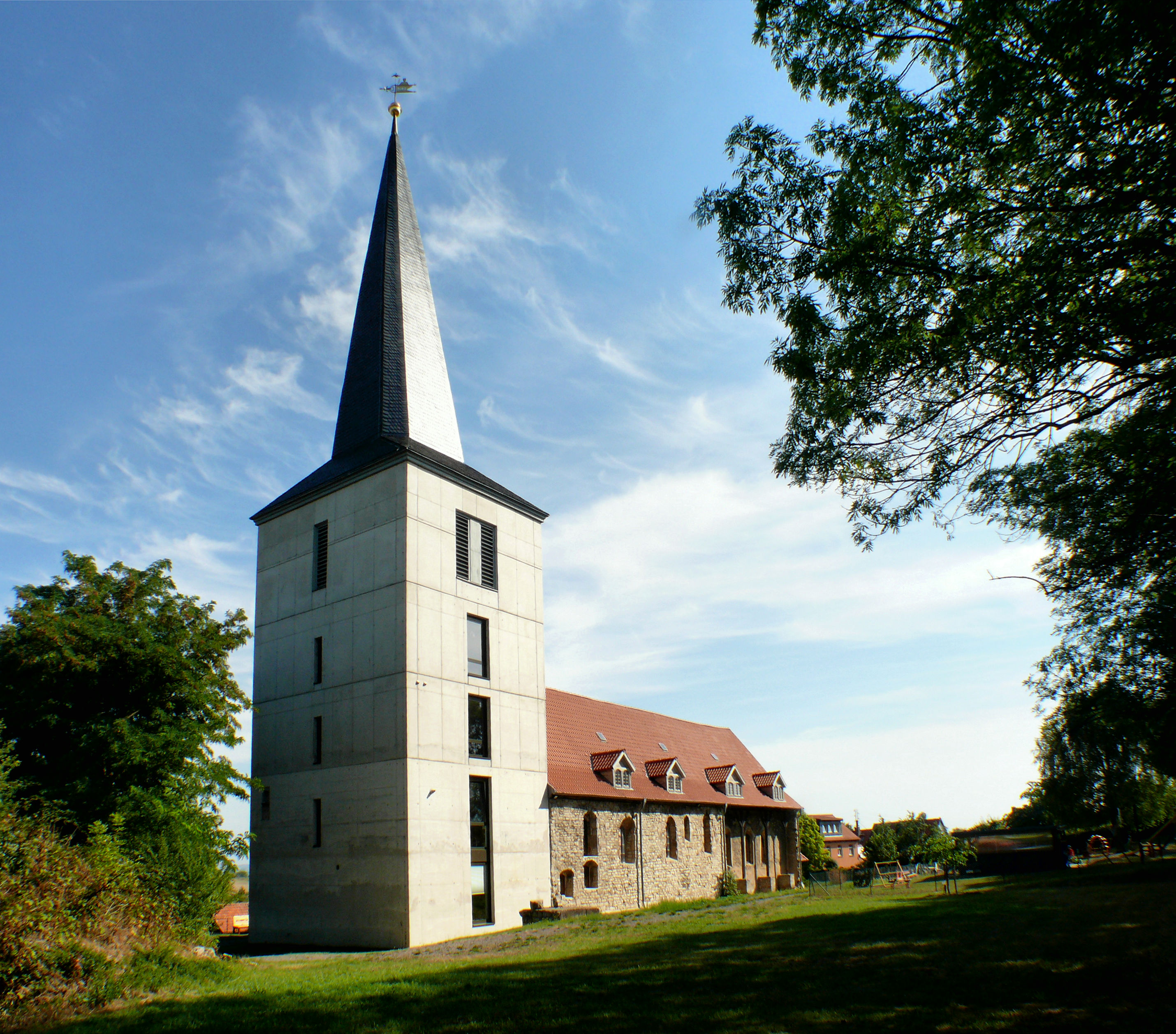
St.-Nicolai-Kirche

Die Nicolaikirche hat ein Kirchenschiff aus der Romanik, das mit einer mit geschnitzten Akanthusblättern verzierten Orgel aus dem Kloster Huysburg ausgestattet ist. 2006 wurde der auf der Westseite gelegene Turm nach einem Sanierungsversuch in den 1990er Jahren abgetragen. 2010 wurden Teile mittelalterlicher Stuck-Plastik aus Gips entdeckt. Ein neuer Turm aus Betonfertigteilen wurde 2015 eingeweiht und dient auch als örtliches Kulturzentrum.
Ferner befindet sich ein romanischer Wohnturm im Ort, der Reste eines Aborterkers aufweist.

## Verkehr

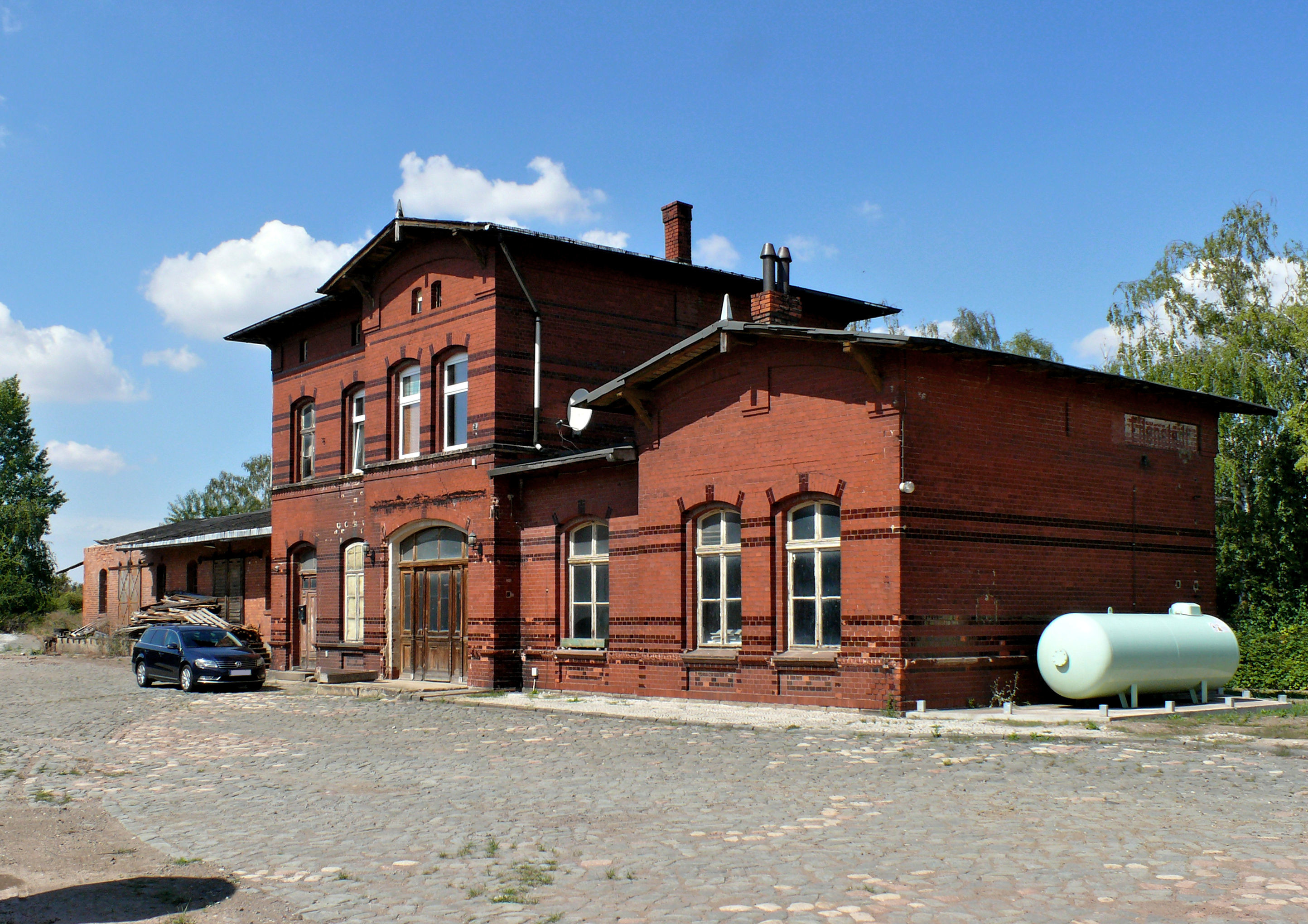
Ehemaliger Bahnhof

Der Bahnhof Eilenstedt lag an der Bahnstrecke Jerxheim–Nienhagen sowie an der Strube-Bahn.